# 斯尼德 (喬治亞州)
斯尼德（英語：Snead）是位於美國喬治亞州哥倫比亞縣的一個非建制地區。該地的面積和人口皆未知。

## 地理
斯尼德的座標為33°33′56″N 82°07′14″W / 33.56556°N 82.12056°W，而該地的平均海拔高度為93米（即305英尺）。